# Nerax vauriei
Nerax vauriei là một loài ruồi trong họ Asilidae. Nerax vauriei được Curran miêu tả năm 1953. Loài này phân bố ở vùng Tân nhiệt đới.